# Berthold von Freydorf
Berthold Michael von Freydorf (* 17. Dezember 1820 in Frankfurt am Main; † 12. November 1878 in Karlsruhe) war ein badischer Offizier, zuletzt Generalmajor der Preußischen Armee.

## Leben

### Herkunft
Er war ein Sohn des badischen Kriegsministers Eugen von Freydorf (1781–1854) aus dessen zweiter Ehe mit Klementine, geborene von Stöcklern zu Grünholzek (1789–1832). Der Minister Rudolf von Freydorf (1819–1882) war sein älterer Brüder.

### Militärkarriere
Nach dem Besuch des Lyzeums in Karlsruhe absolvierte Freydorf die dortige Kriegs- und Artillerieschule. Am 1. April 1838 wurde er als Kanonier in die Artillerie der Badischen Armee übernommen. Dort folgte am 23. Juni 1839 seine Ernennung zum Portepeefähnrich und in den folgenden Jahren avancierte Freydorf bis Anfang November 1844 zum Oberleutnant. Als solcher nahm er 1848/49 an der Niederschlagung der Badischen Revolution teil. Freydorf stieg 1852 zum Hauptmann auf, wurde im Juni 1860 Major und diente Großherzog Friedrich I. als Flügeladjutant. Zwischenzeitlich zum Oberstleutnant befördert, nahm Freydorf 1866 am Krieg gegen Preußen teil. Nach dem Friedensschluss stieg er im Juni 1869 zum Oberst und Kommandeur des Festungs-Artilleriebataillons auf. 
In dieser Stellung befehligte Freydorf seinen aus neun, später zehn Batterien bestehenden Verband 1870/71 im Krieg gegen Frankreich in der Schlacht bei Wörth sowie bei den Belagerungen von Straßburg und Belfort. Seine Leistungen wurden dabei durch die Verleihung beider Klassen des Eisernen Kreuzes, des Ritterkreuzes des Militär-Karl-Friedrich-Verdienstordens sowie des Komturkreuzes II. Klasse des Ordens vom Zähringer Löwen mit Eichenlaub und Schwertern gewürdigt.
Nach dem Frieden von Frankfurt und der Militärkonvention mit Preußen wurde Freydorf am 15. Juli 1871 als Oberst und Kommandeur des Feldartillerie-Regiments Nr. 14 in den Verband der Preußischen Armee übernommen. Bereits am 20. April des Folgejahres wurde er mit der gesetzlichen Pension und der Erlaubnis zum Tragen der Regimentsuniform zur Disposition gestellt. Am 21. Mai 1874 erhielt Freydorf noch den Charakter als Generalmajor.
Er verstarb unverheiratet und wurde in der Familiengruft der von Freydorfs in der Gruftenhalle auf dem Karlsruher Hauptfriedhof bestattet.